# Ahmad Mohammad Hasher Al Maktoum
Ahmad Mohammad Hasher Al Maktoum (n. 31 decembrie 1963, Dubai, EAU) este un trăgător de tir ce a reprezentat Emiratele Arabe Unite, medaliat olimpic. A participat la două ediții ale Jocurilor Olimpice (2004, 2008) în care a câștigat o medalie de aur.